# Elymus magadanensis
Elymus magadanensis är en gräsart som beskrevs av Andrej Pavlovich Khokhrjakov. Elymus magadanensis ingår i släktet elmar, och familjen gräs. Inga underarter finns listade i Catalogue of Life.